# بييترو بادوليو
بييترو بادوليو، (بالإيطالية: Pietro Badoglio) دوق أديس أبابا الأول (28 أيلول / سبتمبر 1871 - 1 تشرين الثاني / نوفمبر 1956) قائد عسكري وسياسي إيطالي، شغل منصب رئيس وزراء إيطاليا بين عامي 1943-1944

## السيرة
ولد في قرية غراتسانو مونفيراتو بمقاطعة أستي. بعد دراسته في الأكاديمية العسكرية في تورينو خدم في الجيش الإيطالي من عام 1892، في البداية كملازم أول في المدفعية. شارك في حملات اريتريا (1896) وليبيا (1912) حيث تميز في معركة جنزور. في بداية المشاركة الإيطالية في الحرب العالمية الأولى كان برتبة مقدم، ارتقى إلى رتبة جنرال لدوره في الاستيلاء على مونتي سابوتينو في مايو 1916. بحلول عام 1918 كان كبير مساعدى القائد الأعلى رغم مسئوليته جزئيا عن كارثة كابوريتو في 24 أكتوبر 1917.

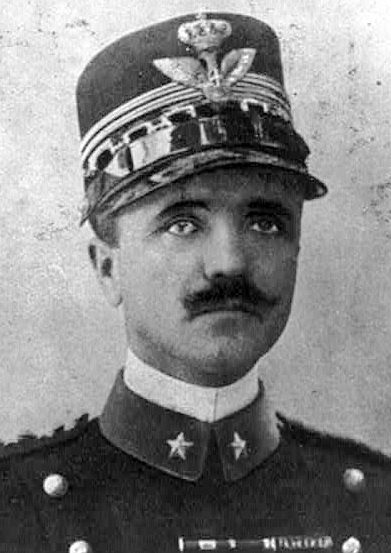
بادوليو عام 1921.

بعد الحرب انتخب عضوا في مجلس الشيوخ، لكنه بقي في الجيش وأتم مهمات خاصة إلى رومانيا والولايات المتحدة الأمريكية في 1920 و1921. عارض بنيتو موسوليني فتم إقصاؤه عام 1922 كسفير في البرازيل.
عاد إلى إيطاليا كرئيس للأركان في 4 أيار 1924. وأصبح المارشال «بادوليو» رئيس أركان حرب القوات المسلحة الإيطالية والعسكري الأكثر شهرة في إيطاليا، والمارشال بادوليو محسوب على الملك ومن المقربين إليه ويعتبر رجل الملمات في إيطاليا.

## حاكم ليبيا

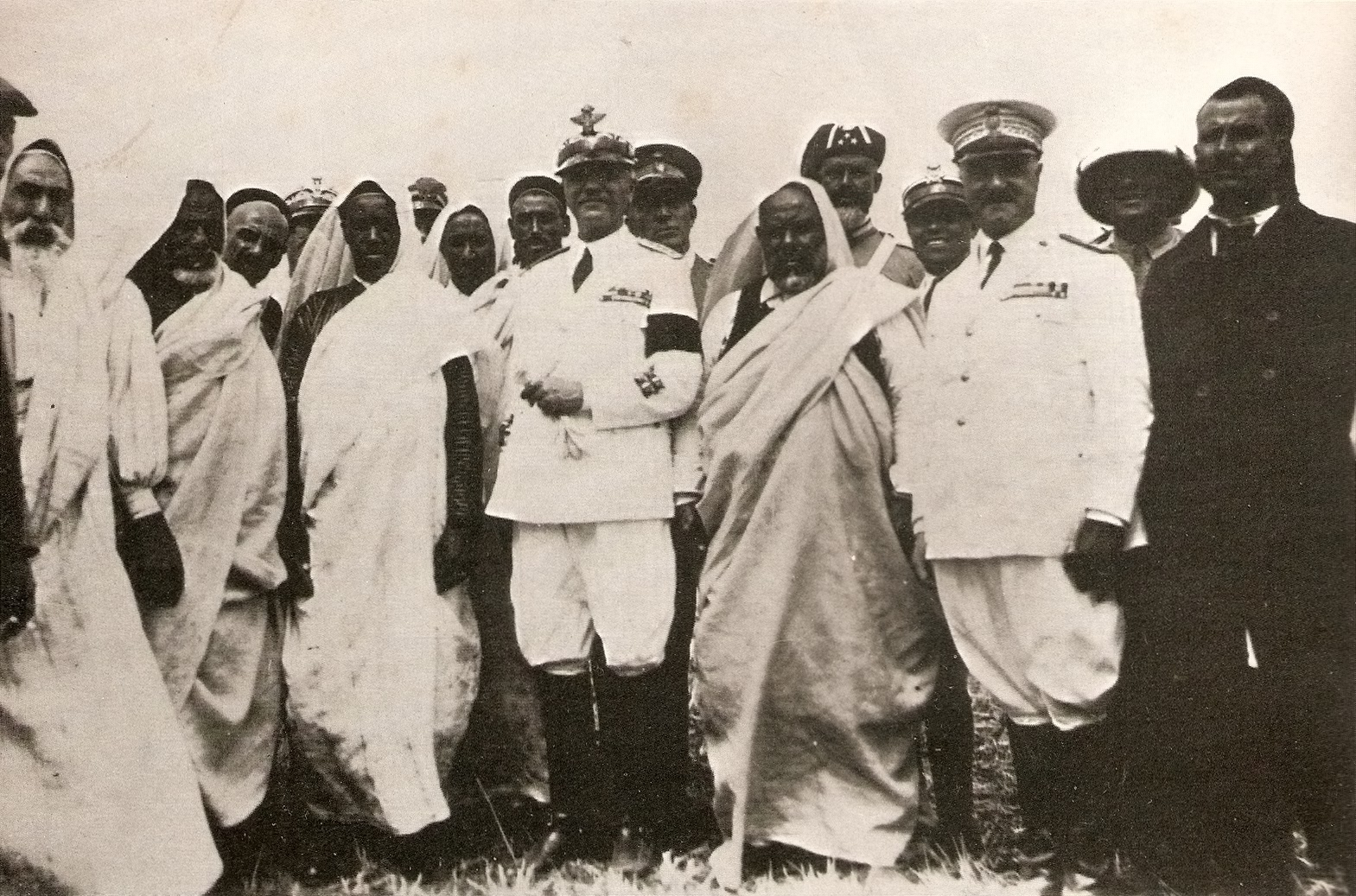
لقاء سيدي رحومة الذي حضره كل من عمر المختار (الثاني من اليسار)، قائد المقاومة السنوسية، وبيترو بادوليو (الرابع من اليمين)، حاكم طرابلس وبرقة، ودومينيكو سيشلياني (الثاني من اليمين)، نائب حاكم برقة.

لجأ إليه موسوليني، وعرض عليه أن يكون حاكما عاما لطرابلس وبرقة وأن يتكفل بإنهاء المقاومة فيهما. لكنه لم يقبل المنصب الذي عرضه عليه موسوليني بسهولة فقد وضع شروطا من بينها أن لا تقل ولايته عن خمس سنوات وأن يمنح لقبا نبيلا وأن يتقاضى راتبا مرتفعا.
وصل بادوليو طرابلس يوم 24/1/1929م وأصدر في نفس اليوم منشورين أولهما للإيطاليين أكد فيه أن الاستيطان الزراعي في طرابلس وبرقة أصبح حقيقة بعد أن كان مجرد رغبة وثانيهما للعرب هددهم فيه بالويل والثبور، وفي الوقت الذي وافق فيه على استمرار الحرب للقضاء على المقاومة في جنوب طرابلس، فقد أمر نائبه في برقة الجنرال «سيشلياني» أن يسحب المراكز العسكرية المتقدمة في برقة وأن يضع خط دفاع تكون جميع القوات داخله، كما طلب منه الاتصال ببعض الأعيان وتكليفهم بالاتصال بعمر المختار ودعوته إلى الحوار لوضع حد للقتال الدائر. وقبل عمر بشروط فيها الكرامة والعزة لوطنه، لكن الإيطاليين حاولوا خداعه، وتأكد غدرهم عندما قامت الطائرات الإيطالية بإلقاء قذائفها على عمر المختار ورفاقه من المجاهدين، فبدأ النضال من جديد.
وبدى عجز بادوليو واضحا في القضاء على الثوار وبدأت في روما إشارات تدل على الرغبة في الحوار واستئناف الاتصال بالمهاجرين في مصر إلا أن القدر شاء خلاف ذلك فوقع عمر المختار جريحا وأسيرا بين القوات الإيطالية عندما كان مع ستين فارسا من رجاله وقد انقض عليهم قرابة خمسة آلاف جندي إيطالي وعندما بلغ بادوليو النبأ طالب برأس عمر المختار وحقق له القدر ما أراد.
إن بادوليو كان أسوأ وأعنف الحكام الإيطاليين لليبيا. أمر بإنشاء 13 مركز اعتقال رهيب في منطقة برقة كانت بمثابة مقبرة لأكثر من أربعين ألف ليبي، والغريب في الأمر أن بادوليو لم يدفع ثمن هذه الجرائم ولم يُحاكم وإنما غُمر بأوسمة الشرف. حكم ليبيا المحتلة من 1929 إلى 1933.

## حاكم الحبشة
في عام 1936 خلف ايميليو دي بونو الذي بدأ غزو إثيوبيا عام 1935 خلال الحرب الإيطالية الإثيوبية الثانية، وقد وافق على استخدام الغاز السام في الحرب. في 5 أيار دخلت القوات الإيطالية اديس ابابا وأعلن موسوليني فيكتور عمانويل الثالث ملك إيطاليا إمبراطوراً على إثيوبيا وأصبحت إثيوبيا مقاطعة إيطالية. أصبح المارشال بادوليو أول والي إيطالي على أثيوبيا، ونال لقب «دوق أديس أبابا».

## الحرب العالمية الثانية
لم يكن بادوليو مؤيدا للحلف بين إيطاليا وألمانيا وكان متشائما إزاء فرص نجاح إيطاليا في الحرب. استقال في يناير/كانون الأول 1940 عقب الأداء المتدني للجيش الإيطالي خلال احتلال اليونان. عينه فكتور عمانوئيل الثالث رئيسا للحكومة بعد احتلال الحلفاء صقلية عام 1943 وانقلاب المجلس الفاشي الأعلى على موسوليني.
أعلن الأحكام العرفية واعتقل موسوليني وفتح المفاوضات مع الحلفاء. وعندما رد الجيش الألماني إضطرت الحكومة الإيطالية الجديدة إلى الهرب إلى برينديزي وبسكارا وقبول حمايه الحلفاء. وقع بادوليو الإيطالي الهدنة مع الحلفاء في كاسيبيلي يوم 3 أيلول / سبتمبر. ثم أعلن بادوليو رسميا الحرب على ألمانيا في 13 تشرين الأول. لم تدم لبادوليو رئاسة الحكومة لفترة طويلة عقب إنقاذ موسوليني وتحرير روما وازدياد حدة المعارضة ضد الفاشيين. بعد وفاته في عام 1956 خلفه حفيده في منصب دوق أديس ابابا.

## وصلات خارجية
- بييترو بادوليو على موقع الموسوعة البريطانية (الإنجليزية)
- بييترو بادوليو على موقع مونزينجر (الألمانية)
- بييترو بادوليو على موقع ديسكوغز (الإنجليزية)

1. 1 2 3  Archivio Storico Ricordi، QID:Q3621644